# Peter Stormare
Peter Stormare (suedeză: [ˈpěːtɛr ˈstɔ̂rːmarɛ] ⓘ) (n. Rolf Peter Ingvar Storm pe 27 august 1953 în Kumla, Suedia) este un actor suedez cu cetățenie americană și suedeză. Vorbind fluent engleza și fiind priceput în a vorbi cu diferite accente, Peter este deseori chemat să joace în filme în care interpretează roluri de europeni și de multe ori de personaje cu o moralitate îndoielnică.

## Filmografie
- Revenire la viață (1990)
- Anamorph (2007)
- Nacho Libre (2006)
- The Batman vs. Dracula (2005)
- Prison Break (serial TV) (2005 - 2006)
- Frații Grimm (2005)
- Quake 4 (joc video) (2005)
- Constantine (2005)
- Hitler: The Rise of Evil (2003)
- Bad Boys II (2003)
- Minority Report (2002)
- Windtalkers (2002)
- The Tuxedo (2002)
- Bad Company (2002)
- Chocolat (2000)
- Dancer in the Dark (2000)
- 8mm (1999)
- Armageddon (1998)
- The Big Lebowski (1998)
- Hamilton (1998)
- The Lost World: Jurassic Park (1997)
- Fargo (1996)
- Damage (1992)
- Until Dawn (joc video) (2015)